# Psyllaephagus vastus
Psyllaephagus vastus är en stekelart som beskrevs av Prinsloo 1981. Psyllaephagus vastus ingår i släktet Psyllaephagus och familjen sköldlussteklar.
Artens utbredningsområde är:
- Angola.
- Namibia.

Inga underarter finns listade i Catalogue of Life.